# 横溪街道
横溪街道，是中华人民共和国江苏省南京市江宁区下辖的一个乡镇级行政单位。
曾为古丹阳郡郡治所在地。唐貞觀初废县改為镇，至清康熙年间將丹陽鎮分成南北二鎮，北镇为今江苏省江宁区横溪街道，南镇即安徽马鞍山市博望区丹阳镇。

## 行政区划
横溪街道下辖以下地区：
横溪社区、新杨社区、丹阳社区、西岗社区、陶吴社区、新杭社区、甘西社区、西泉社区、西阳社区、甘泉湖社区、官长村、红旗村、云台村、安民村、许呈村、横山村、勇跃村、宁光村、山景村和许高村。